# Poliricinoleat de poliglicerol
El Poliricinoleat de poliglicerol, Polyglycerol polyricinoleate (PGPR), Codi E476, és un emulsionant fet a partir de glicerol i àcids grassos (normalment d'oli de ricí), però també a partir d'oli de soia). En la xocolata, xocolata composta i recobriments similars, el PGPR s'utilitza principalment amb una altra substància com la lecitina per reduir la viscositat. Es fa servir a nivells baixos (per sota del 0,5%), i funciona disminuint la fricció entre les partícules sòlides (p.e. cacau, sucre, llet) en la xocolata fosa, reduint el rendiment de l'estrès i així flueix més fàcilment. També es pot utilitzar com a emulsionant en amanides, o per millorar la textura en productes de forneria. Es compon d'una cadena curta de molècules de glicerol connectades per enllaços èter, amb cadenes laterals d'àcid ricinoleic connectats per enllaços èster.
El PGPR és un líquid groguenc viscós molt fortament lipofílic: és soluble en greixos i olis i insoluble en aigua i etanol.

## Fabricació
El glicerol s'escalfa per sobre de 200 °C en un reactor en presència d'un catalitzador alcalí per crear poliglicerol. Els àcids grassos de l'oli de ricí s'escalfen per separat per sobre de 200 ° C, per crear àcids grassos ricinoleics interesterificats. El poliglicerol i els àcids grassos ricinoleics interesterificats es barregen per crear el PGPR.

## Ús en la xocolata
Com que el PGPR millora les característiques de flux de la xocolata i la xocolata composta, especialment prop del punt de fusió, pot millorar l'eficiència dels processos de recobriment de xocolata: els recobriments de xocolata amb PGPR flueixen millor, i també millora el rendiment dels equips utilitzats per produir productes modelats sòlidament: El PGPR també es pot utilitzar per reduir la quantitat de mantega de cacau necessària en les formulacions de xocolata: les partícules sòlides en xocolata són suspeses en la mantega de cacau, i redueixen la viscositat de la xocolata, cal menys mantega de cacau, la qual cosa estalvia costos, ja que la mantega de cacau és un ingredient costós i també condueix a un producte més baix en greixos.